# Dasiops argutus
Dasiops argutus är en tvåvingeart som beskrevs av Mcalpine 1964. Dasiops argutus ingår i släktet Dasiops och familjen stjärtflugor. Inga underarter finns listade i Catalogue of Life.